# Pekingské středisko řízení vesmírných letů
Pekingské středisko řízení vesmírných letů (čínsky v českém přepisu Pej-ťing chang-tchien fej-sing kchung-č' čung-sin, znaky 北京航天飞行控制中心) je řídícím střediskem čínského vesmírného programu. Při své činnosti podléhá vládě Čínské lidové republiky.
Mezi hlavní funkce Střediska patří dohled, telemetrie, sledování a řízení kosmických lodí.
Středisko postupně přebíralo odpovědnost za většinu čínských vesmírných misí včetně lodí s posádkou Šen-čou, misí k měsíci Čchang-e, čínsko-ruské meziplanetární vesmírné mise Fobos-Grunt, laboratoří programu Tchien-kung i navazující Vesmírné stanice Tchien-kung, kterou Čína začala na oběžné dráze kolem Země budovat koncem dubna 2021. Středisko ke své činnosti využívá čtyř sledovacích lodi.

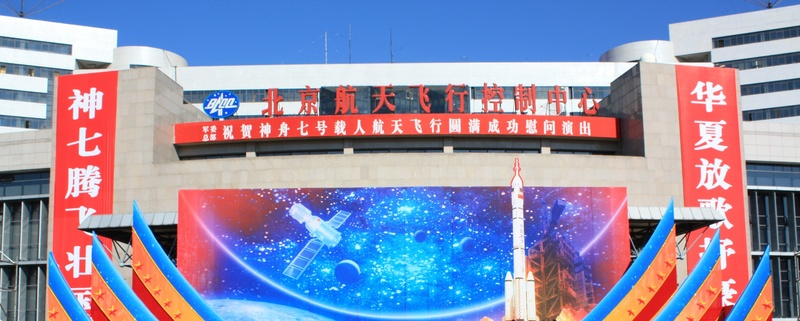
Hlavní budova střediska

Budova střediska se nachází uvnitř komplexu přezdívaného Aerospace City na předměstí severozápadně od centra Pekingu. Ten byl postupně uváděn do provozu od roku 1998 a kromě řídicího střediska v něm působí také středisko pro výcvik kosmonautů i technologické provozy pro montáž, integraci a testování kosmických lodí.